# چپیوی
چپیوی (به لاتین: Trzpioły) یک روستای لهستان در لهستان است که در Gmina Ojrzeń واقع شده‌است.